# Carebara ucrainica
Carebara ucrainica — викопний вид мурах з роду Carebara (підродина мирміцини). Виявлений у піздньоеоценовому рівненському бурштині (близько 40 млн років).

## Опис
Дрібні мурахи, довжина тіла самки близько 7 мм. Покрови блискотять слабко. Булава антен складаються з двох збільшених члеників. Скапус антен укорочений, не виступає далі потиличного краю голови. На скапусі і ногах численні напіввіддалені волоски. Проподеум з парою коротких зубців. Стебельце двочленикове (петіоль і постпетіоль). У передньому крилі є замкнуті комірки 3r, 1r + 2r + rm, mcu. Ноги товсті і короткі. Вид був вперше описаний в 2002 році російським мірмекологом Геннадієм Михайловичем Длусським (МДУ, Москва) разом з такими новими видами як Dolichoderus zherichini, Tapinoma aberrans, Oligomyrmex nitidus, Tapinoma electrinum з попередньою назвою Oligomyrmex ucrainicus. Назва таксону C. ucrainica походить від назви країни (Україна), де був виявлений типовий екземпляр.